# Jennie Wåhlin
Pour les articles homonymes, voir Wåhlin.
Jennie Wåhlin, née le 26 novembre 1997 à Älvsjö, est une curleuse suédoise. 

## Carrière
Elle remporte la médaille d'argent au Championnat du monde de curling mixte 2016, au Championnat du monde de curling féminin 2018 et aux Championnats d'Europe de curling en 2017. Elle est aussi médaillée de bronze à l'Universiade d'hiver de 2017, championne du monde junior en 2017 et médaillée d'or à l'Universiade d'hiver de 2019.
Elle fait partie de l'équipe suédoise vainqueur du tournoi féminin de curling aux Jeux olympiques d'hiver de 2018.

## Distinctions
- Médaille de Sa Majesté le Roi